# ミョン・セビン
ミョン・セビン（明世彬、朝: 명세빈、1975年4月10日 - ）は、韓国の女優。ソウル特別市龍山区出身。身長168cm、A型。同徳女子大学校衣装デザイン学科卒業。生年月日は1976年4月10日という説もある。

## 来歴
1996年、シン・スンフンの「Love in My Own Way（私の方式どおりの愛）」のミュージック・ビデオに出演して芸能界デビューを果たす。その後、クラウン製菓のチョコハイムのCMでは、白血病にかかった友達を慰める患者役を演じて、長い髪を剃り落とす演技をこなしたこともあり、自身の知名度を大きく上げる。
1997年、映画「男の香り」のヒロイン役を決める公開オーディションで倍率が1000倍に達した中、見事に合格。この作品での演技が評価されて、青龍映画賞と大鐘賞の新人女優賞にノミネートされた。
1998年はドラマ「純粋」の出演をきっかけに仕事が増えて、2001年はドラマ「それでも愛してる」で大ざっぱでボーイッシュな演技を披露したり、2002年のドラマ「私の恋人、誰かしら」では静かで清純な演技を披露したりと女優としての地位を確立していく。
2003年、ドラマ「太陽に向かって」で氷のように冷たい尊大で澄ました女を演じた。この役は自身が今までに演じたことがないような役で、その後は多種多様な役を演じるようになっていく。
2004年、ドラマ「結婚したい女」では主演を務めて30%を超える視聴率に貢献する。
2007年8月17日にソウル特別市にある、シェラトングランデ・ウォーカーヒルホテル・ビスタホールで12歳年上の弁護士と結婚式を挙げた。そして、結婚と共に芸能活動を休止する。
2008年1月、12歳年上の弁護士と協議離婚をした。ちなみに結婚を数日後に控えた時点で、人生観や性格の違いなどから結婚を考え直そうとしたが、家族や親戚などを失望させてはいけないという思いから予定通り結婚式を挙げたものの、婚姻届は出していなかった。
2010年、ドラマ「三姉妹」で女優として復帰を果たす。2007年の「宮S」以来3年ぶりのドラマ出演となった。
2016年、芸能事務所のドドエンターテイメントと専属契約を結んだ。

## 人物
- 映画「男の香り」の公開オーディション時に「映画のために八重歯を抜いた。」と発言して場内を粛然とさせた[6]。
- ドラマ「結婚したい女」で自身が演じる主人公が、肛門科で治療を受けたり、結婚相談所の広告に掲載されるエピソードは、自身の体験に基づくものである[8]。
- 料理を作ると見た目にもこだわり、華やかな盛り付けをする。
- キリスト教徒[5]。

## 出演作品

### テレビドラマ
| 年   | タイトル                                       | 役名                         | チャンネル | 備考                      |
| ---- | ---------------------------------------------- | ---------------------------- | ---------- | ------------------------- |
| 2024 | 世子が消えた                                   | ミン・スリョン/大妃ミン氏    | MBN        |                           |
| 2023 | 医師チャ・ジョンスク                           | チェ・スンヒ                 | JTBC       |                           |
| 2021 | ポッサム〜愛と運命を盗んだ男〜                 | ヘインダン イ氏              | MBN        |                           |
| 2017 | 甘くない女たち～付岩洞＜プアムドン＞の復讐者～ | イ・ミスク                   | tvN        |                           |
| 2016 | 漆黒の四重奏＜カルテット＞                     | イ・ハジン                   | KBS2       | 主演                      |
| 2015 | キルミーヒールミー                             | ミン・ソヨン                 | MBC        |                           |
| 2013 | 帝王の娘 スベクヒャン                          | チェファ                     | MBC        |                           |
| 2013 | マイ・ラブリー・ブラザーズ                     | ソン・イノク                 | MBC        |                           |
| 2010 | 三姉妹                                         | キム・ウニョン               | SBS        | ドラマ復帰作品            |
| 2007 | 宮S                                            | 華仁女皇帝                   | MBC        |                           |
| 2006 | キツネちゃん、何しているの?                    | ファッションショー出席者     | MBC        | カメオ出演                |
| 2006 | 私の人生のスペシャル                           | ユン・ヘラ                   | MBC        |                           |
| 2005 | ウェディング                                   | シン・ユンス                 | KBS2       |                           |
| 2005 | Span Drama episode 15                          | カフェ店長                   | MBC        | "Midnight Tea Party"      |
| 2004 | 結婚したい女                                   | イ・シニョン                 | MBC        | 主演                      |
| 2003 | 太陽に向かって                                 | チョン・ヘリン               | SBS        |                           |
| 2002 | 私の恋人、誰かしら                             | キム・ゴウン                 | KBS2       | 最高視聴率32.6%（最終話） |
| 2001 | それでも愛してる                               | オ・スンミ                   | SBS        |                           |
| 2000 | 華麗なる復讐                                   | ヒョン・ミレ                 | MBC        | 原題「お熱いのがお好き」  |
| 2000 | 僕は彼女が好き                                 | チョン・ギョンラン           | KBS2       |                           |
| 1999 | ゴースト〜永遠の愛〜                           | ソ・ジェヨン／ユン・ソニョン | SBS        |                           |
| 1999 | 波上の家                                       | マリア                       | SBS        |                           |
| 1998 | 折鶴                                           | チョ・ナヒョン               | KBS2       |                           |
| 1998 | 純粋                                           | ユン・ヘジン                 | KBS2       | ドラマデビュー作品        |

### 映画
| 年   | タイトル | 役名             |
| ---- | -------- | ---------------- |
| 1999 | 北京飯店 | キム・ウィソク   |
| 1998 | 男の香り | チャン・ヒョンス |

### ミュージック・ビデオ
| 年   | タイトル           | 歌手名         |
| ---- | ------------------ | -------------- |
| 1999 | Promise            | キム・ボムス   |
| 1997 | Alone              | イ・ジフン     |
| 1996 | Love in My Own Way | シン・スンフン |

## 受賞・ノミネート歴
| 年   | 賞名                                           | 対象作品   | 結果       |
| ---- | ---------------------------------------------- | ---------- | ---------- |
| 2017 | KBS演技大賞・優秀女優賞（毎日ドラマ部門）      | また、初恋 | 受賞       |
| 2011 | SBS分かち合い大賞・芸能人部門                  | N/A        | 受賞       |
| 1999 | 大鐘賞・新人女優賞                             | 男の香り   | ノミネート |
| 1999 | 百想芸術大賞・新人女優演技賞（テレビ番組部門） | 純粋       | 受賞       |
| 1998 | KBS演技大賞・新人女優賞                        | 純粋       | 受賞       |
| 1998 | KBS演技大賞・フォトジェニック賞                | N/A        | 受賞       |
| 1998 | 青龍映画賞・新人女優賞                         | 男の香り   | ノミネート |
| 1998 | KMMA・ベストメイクアップ賞                     | N/A        | 受賞       |